# Estádio Vasco Viana de Andrade
Estádio Vasco Viana de Andrade – stadion piłkarski, w Núcleo Bandeirante, Distrito Federal, Brazylia, na którym swoje mecze rozgrywają kluby Clube Atlético Bandeirante i Esporte Clube Dom Pedro II.